# Judenordnung
Als Judenordnungen werden die seit dem 16. Jahrhundert im Heiligen Römischen Reich Deutscher Nation zur Ablösung der einzelvertraglichen Judenschutzbriefe durch die Landesfürsten erlassenen kollektiven Regelungen bezeichnet.

## Geschichte

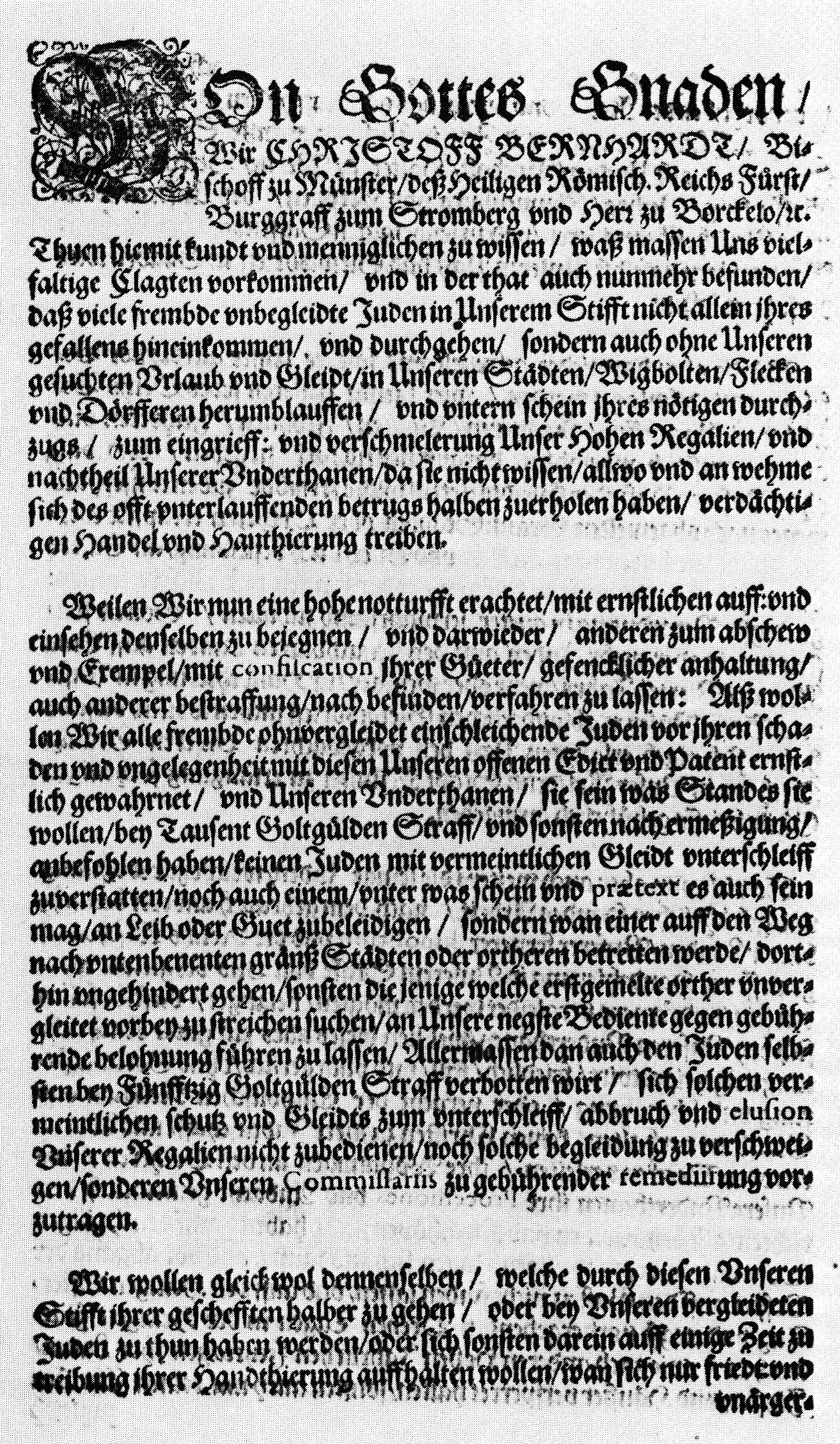
Judenordnung des Hochstifts Münster von 1662

Das Bestreben der Landesherren, alle bestehenden Einnahmequellen zu rationalisieren und damit auch die Nutzung des Judenregals zu sichern, führte zur Ausarbeitung von Judenordnungen, die mit kaiserlichen Privilegien und Ordnungen in Konkurrenz traten. Schon im Spätmittelalter sind städtische Judenordnungen erlassen worden, die im Rahmen des städtischen Satzungsrechts gesehen werden müssen.
Die landesherrlichen Judenordnungen des 16. und 17. Jahrhunderts entwickelten sich parallel zu den sich konsolidierenden Territorialstaat. Die Judenordnungen hatten Auswirkungen auf den Rechtsstatus der Juden. Nun konnten sich die Juden auf eine Reihe von allgemeinen Bestimmungen berufen und diese auch gerichtlich durchsetzen. Der Besitz eines Schutzbriefes verschaffte seinem Inhaber das Recht zur Teilhabe an dem jeweils geltenden allgemeinen Judenrecht, das in den Judenordnungen festgelegt war.
Beweggründe für die Schaffung der Judenordnungen waren die Vereinheitlichung des örtlich stark voneinander abweichenden Rechts und die genaue Abgrenzung gegenüber den alten kaiserlichen Schutzrechten. Inhalt waren sowohl das religiös begründete Bedürfnis nach Abgrenzung, etwa das Gebot, die christlichen Feiertage zu achten und eine bestimmte räumliche Entfernung jüdischer Wohnbezirke von christlichen Kirchen und Prozessionswegen als auch wirtschaftliche Belange wie die Gewährung von Freizügigkeit und Gewerbefreiheit oder die Begrenzung auf bestimmte Zinssätze bei Kredit- und Pfandgeschäften.